# Sunamganj (stad)
Sunamganj is een stad in Bangladesh. De stad is de hoofdstad van het district Sunamganj. De stad telt ongeveer 50.000 inwoners.